# Lim (rapper)
Lim, pseudonimo di Salim Lakhdari (Boulogne-Billancourt, 29 luglio 1979), è un rapper e produttore discografico francese.

## Biografia
Di famiglia algerina, LIM debutta nel 1990 con il gruppo Mo'vez Lang.
Nel 1994 partecipa alla tournée europea dei Sages Poètes de la Rue. La prima apparizione discografica è del 1995 in Cool sessions 2 di Jimmy Jay con il pezzo Poison juvénile (insieme ai Mo'vez Lang). Seguono molte altre partecipazioni a compilation.
Il suo primo album solo esce nel 2005 Enfant du ghetto. Il suo secondo album solo, Délinquant, esce il 22 ottobre 2007.
Musicista vicino al mondo della strada, Lim si caratterizza per testi piuttosto violenti e controversi, scagliandosi spesso contro l'autorità costituita. Il suo universo esplora tutte quelle figure ai margini, dallo spacciatore alla prostituta ai bimbi maltrattati, per le quali l'autorità legale per un motivo o per l'altro non rappresenta un punto di riferimento.

## Discografia
- 2005 – Enfant du ghetto
- 2007 – Délinquant
- 2010 – Voyoucratie : Repentis Mais Pas Collabos
- 2016 – Pirate
- 2019 – Reinnassance